# Ziela biplaga
Ziela biplaga är en fjärilsart som beskrevs av Fletcher och Pierre E.L. Viette 1955. Ziela biplaga ingår i släktet Ziela och familjen nattflyn. Inga underarter finns listade i Catalogue of Life.